# Rovasenda
Rovasenda é uma comuna italiana da região do Piemonte, província de Vercelli, com cerca de 1.010 habitantes. Estende-se por uma área de 29 km², tendo uma densidade populacional de 35 hab/km². Faz fronteira com Arborio, Brusnengo (BI), Buronzo, Gattinara, Ghislarengo, Lenta, Masserano (BI), Roasio, San Giacomo Vercellese.

## Demografia
| Variação demográfica do município entre 1861 e 2011                               |
|                                                                                   |
| Fonte: Istituto Nazionale di Statistica (ISTAT) - Elaboração gráfica da Wikipedia |